# Cistus dyonisii
Cistus dyonisii är en solvändeväxtart som beskrevs av René Charles Maire och Sennen. Cistus dyonisii ingår i släktet Cistus och familjen solvändeväxter. Inga underarter finns listade i Catalogue of Life.